# Vapor de agua
El vapor de agua es un gas que se obtiene por evaporación o ebullición del agua líquida o por sublimación del hielo. Es inodoro e incoloro.
El vapor de agua es responsable de la humedad ambiental. En ciertas condiciones, a alta concentración, parte del agua que está en forma de vapor se condensa constituyendo gotas de agua líquida en suspensión, y así se forma la niebla o, a alturas mayores sobre el suelo, nubes.

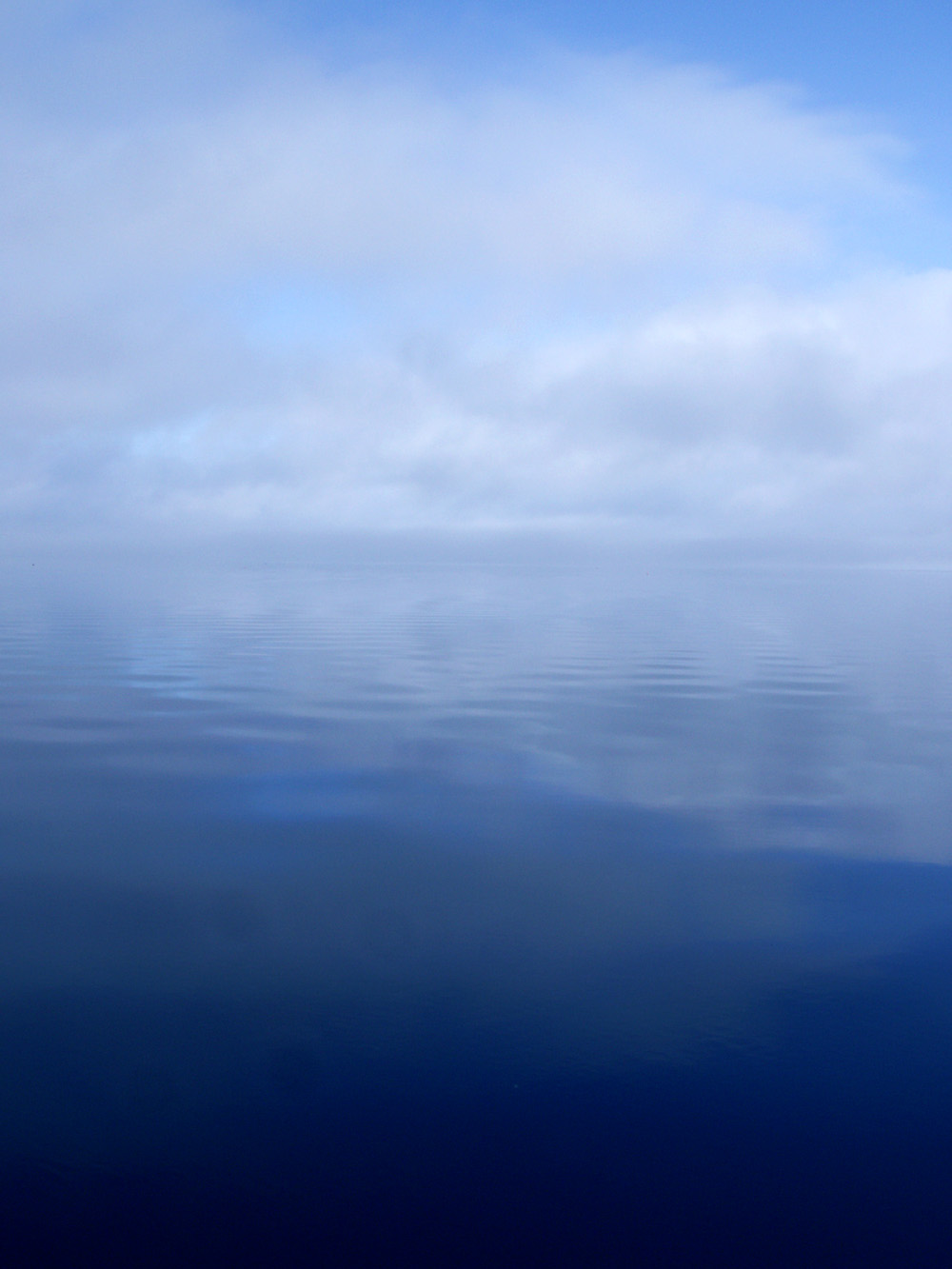
Nubes formadas por condensación de vapor de agua.

Podemos también apreciar el vapor de agua en nuestra exhalación en climas fríos y con alta humedad.

## Propiedades

### Evaporación
Siempre que una molécula de agua deja una superficie y se difunde en un gas circundante, se dice que se ha evaporado. Cada molécula de agua individual que cambia entre un estado más asociado (líquido) y un estado menos asociado (vapor/gas) lo hace mediante la absorción o liberación de energía cinética. La medición agregada de esta transferencia de energía cinética se define como energía térmica y ocurre solo cuando existe un diferencial en la temperatura de las moléculas de agua. El agua líquida que se convierte en vapor de agua lleva consigo una porción de calor, en un proceso llamado enfriamiento por evaporación. La cantidad de vapor de agua en el aire determina la frecuencia con la que las moléculas regresarán a la superficie. Cuando ocurre una evaporación neta, el cuerpo de agua sufrirá un enfriamiento neto directamente relacionado con la pérdida de agua.
En Estados Unidos, el Servicio Meteorológico Nacional mide la tasa real de evaporación de una superficie de agua abierta estandarizada "bandeja" al aire libre, en varios lugares de todo el país. Otros hacen lo mismo en todo el mundo. Los datos de Estados Unidos se recopilan y compilan en un mapa de evaporación anual. Las medidas oscilan entre 30 y más de 120 pulgadas por año. Se pueden usar fórmulas para calcular la tasa de evaporación de una superficie de agua como una piscina. En algunos países, la tasa de evaporación supera con creces la tasa de precipitación.
El enfriamiento evaporativo está restringido por las condiciones atmosféricas. La humedad es la cantidad de vapor de agua en el aire. El contenido de vapor del aire se mide con dispositivos conocidos como higrómetros. Las medidas se expresan generalmente como humedad específica o porcentaje de humedad relativa. Las temperaturas de la atmósfera y la superficie del agua determinan la presión de vapor de equilibrio; el 100 % de humedad relativa ocurre cuando la presión parcial de vapor de agua es igual a la presión de vapor de equilibrio. Esta condición a menudo se conoce como saturación completa. La humedad varía de 0 gramos por metro cúbico en aire seco a 30 gramos por metro cúbico cuando el vapor está saturado a 30 °C.

### Sublimación
La sublimación es el proceso por el cual las moléculas de agua abandonan directamente la superficie del hielo sin convertirse primero en agua líquida. La sublimación explica la lenta desaparición a mediados del invierno del hielo y la nieve a temperaturas demasiado bajas para provocar el derretimiento. La Antártida muestra este efecto en un grado único porque es, con mucho, el continente con la tasa más baja de precipitación en la Tierra. Como resultado, hay grandes áreas donde capas milenarias de nieve se han sublimado, dejando atrás los materiales no volátiles que contenían. Esto es extremadamente valioso para ciertas disciplinas científicas, un ejemplo dramático es la colección de meteoritos que quedan expuestos en cantidades inigualables y en excelentes estados de conservación.
La sublimación es importante en la preparación de ciertas clases de muestras biológicas para microscopía electrónica de barrido. Normalmente, las muestras se preparan mediante criofijación y congelación-fractura, después de lo cual la superficie rota se liofiliza y se erosiona por exposición al vacío hasta que muestra el nivel de detalle requerido. Esta técnica puede mostrar moléculas de proteínas, estructuras de orgánulos y bicapas lipídicas con muy bajos grados de distorsión.

### Condensación

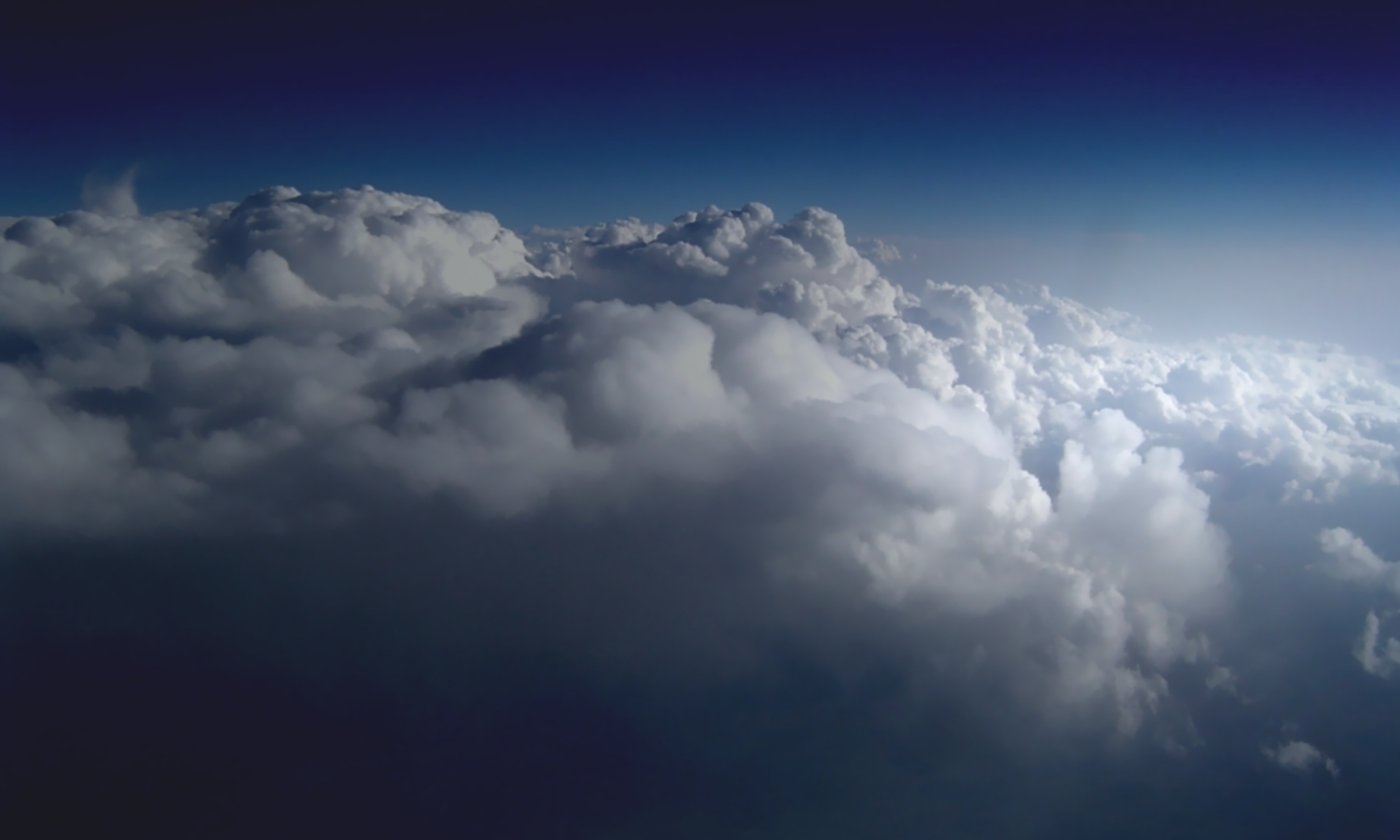
Nubes, formadas por vapor de agua condensado.

El vapor de agua solo se condensará en otra superficie cuando esa superficie esté más fría que la temperatura del punto de rocío, o cuando se haya excedido el equilibrio del vapor de agua en el aire. Cuando el vapor de agua se condensa en una superficie, se produce un calentamiento neto en esa superficie. La molécula de agua trae consigo energía térmica. A su vez, la temperatura de la atmósfera desciende levemente. En la atmósfera, la condensación produce nubes, niebla y precipitación (por lo general, solo cuando la facilitan los núcleos de condensación de las nubes). El punto de rocío de un paquete de aire es la temperatura a la que debe enfriarse antes de que el vapor de agua en el aire comience a condensarse. La condensación en la atmósfera forma gotas de nubes.
Además, se produce una condensación neta de vapor de agua en las superficies cuando la temperatura de la superficie es igual o inferior a la temperatura del punto de rocío de la atmósfera. La deposición es una transición de fase separada de la condensación que conduce a la formación directa de hielo a partir del vapor de agua. Las heladas y la nieve son ejemplos de deposición.
Existen varios mecanismos de enfriamiento por los que se produce la condensación: 1) Pérdida directa de calor por conducción o radiación. 2) Enfriamiento por la caída de la presión del aire que ocurre con la elevación del aire, también conocido como enfriamiento adiabático. El aire puede ser elevado por montañas, que desvían el aire hacia arriba, por convección y por frentes fríos y cálidos. 3) Enfriamiento advectivo: enfriamiento debido al movimiento horizontal del aire.

### Reacciones químicas
Varias reacciones químicas tienen agua como producto. Si las reacciones tienen lugar a temperaturas superiores al punto de rocío del aire circundante, el agua se formará en forma de vapor y aumentará la humedad local, si por debajo del punto de rocío se producirá condensación local. Las reacciones típicas que dan como resultado la formación de agua son la quema de hidrógeno o hidrocarburos en el aire u otras mezclas de gases que contienen oxígeno, o como resultado de reacciones con oxidantes.
De manera similar, otras reacciones químicas o físicas pueden tener lugar en presencia de vapor de agua, lo que da como resultado la formación de nuevos productos químicos, como la oxidación del hierro o el acero, la polimerización (ciertas espumas de poliuretano y las colas de cianoacrilato se curan con la exposición a la humedad atmosférica) o el cambio de formas, como cuando los productos químicos anhidros pueden absorber suficiente vapor para formar una estructura cristalina o alterar una existente, lo que a veces resulta en cambios de color característicos que se pueden utilizar para la medición.

## En la atmósfera de la Tierra

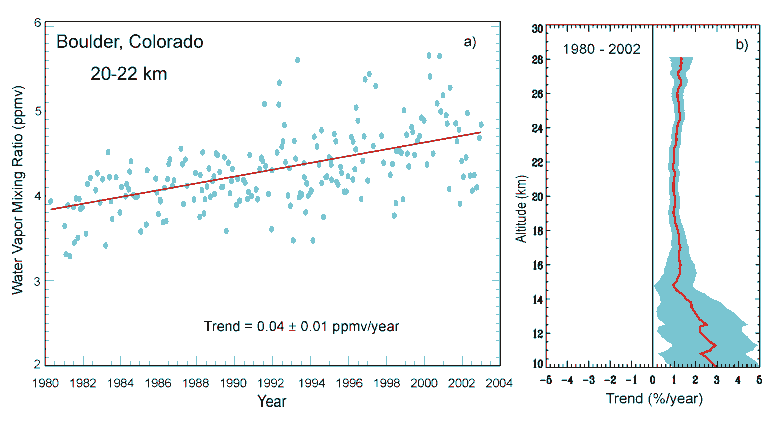
Evidencia de cantidades crecientes de vapor de agua estratosférico a lo largo del tiempo en Boulder, Colorado.

El agua gaseosa representa un componente de la atmósfera pequeño pero ambientalmente significativo. El porcentaje de vapor de agua en el aire de la superficie varía de 0,01 % a -42 °C a 4,24 % cuando el punto de rocío es de 30 °C. Más del 99 % del agua atmosférica está en forma de vapor, en lugar de agua líquida o hielo, y aproximadamente el 99,13 % del vapor de agua está contenido en la troposfera. La condensación del vapor de agua a la fase líquida o de hielo es responsable de las nubes, la lluvia, la nieve y otras precipitaciones, todas las cuales cuentan entre los elementos más importantes de lo que experimentamos como clima. Menos obvio, el calor latente de vaporización, que se libera a la atmósfera cuando se produce la condensación, es uno de los términos más importantes en el balance energético atmosférico tanto a escala local como global. Por ejemplo, la liberación de calor latente en la convección atmosférica es directamente responsable de impulsar tormentas destructivas como ciclones tropicales y tormentas eléctricas severas. El vapor de agua es un gas de efecto invernadero importante, debido a la presencia del enlace hidroxilo que absorbe fuertemente en el infrarrojo.
El vapor de agua es el "medio de trabajo" del motor termodinámico atmosférico que transforma la energía térmica de la irradiación solar en energía mecánica en forma de vientos. La transformación de la energía térmica en energía mecánica requiere un nivel de temperatura superior e inferior, así como un medio de trabajo que va y viene entre ambos. El nivel superior de temperatura viene dado por el suelo o la superficie del agua de la tierra, que absorbe la radiación solar entrante y calienta, evaporando el agua. El aire húmedo y cálido del suelo es más ligero que su entorno y se eleva hasta el límite superior de la troposfera. Allí, las moléculas de agua irradian su energía térmica al espacio exterior, enfriando el aire circundante. La atmósfera superior constituye el nivel de temperatura más bajo del motor termodinámico atmosférico. El vapor de agua en el aire ahora frío se condensa y cae al suelo en forma de lluvia o nieve. El aire frío y seco, ahora más pesado, también desciende al suelo; el motor termodinámico atmosférico establece así una convección vertical, que transporta el calor del suelo a la atmósfera superior, donde las moléculas de agua pueden irradiarlo al espacio exterior. Debido a la rotación de la tierra y las fuerzas de Coriolis resultantes, esta convección atmosférica vertical también se convierte en una convección horizontal, en forma de ciclones y anticiclones, que transportan el agua evaporada sobre los océanos hacia el interior de los continentes, permitiendo que la vegetación crezca. El motor termodinámico atmosférico establece así una convección vertical, que transporta el calor del suelo a la atmósfera superior, donde las moléculas de agua pueden irradiarlo al espacio exterior. Debido a la rotación de la tierra y las fuerzas de Coriolis resultantes, esta convección atmosférica vertical también se convierte en una convección horizontal, en forma de ciclones y anticiclones, que transportan el agua evaporada sobre los océanos hacia el interior de los continentes, permitiendo que la vegetación crezca el motor termodinámico atmosférico establece así una convección vertical, que transporta el calor del suelo a la atmósfera superior, donde las moléculas de agua pueden irradiarlo al espacio exterior. Debido a la rotación de la tierra y las fuerzas de Coriolis resultantes, esta convección atmosférica vertical también se convierte en una convección horizontal, en forma de ciclones y anticiclones, que transportan el agua evaporada sobre los océanos hacia el interior de los continentes, permitiendo que la vegetación crezca.
El agua en la atmósfera de la Tierra no es meramente por debajo de su punto de ebullición (100 °C), pero en la altura que está por debajo de su punto de congelación (0 °C), debido al agua es la atracción altamente polar. Cuando se combina con su cantidad, el vapor de agua tiene un punto de rocío y un punto de congelación relevantes, a diferencia de, por ejemplo, el dióxido de carbono y el metano. Por tanto, el vapor de agua tiene una altura de escala una fracción de la de la atmósfera a granel, a medida que el agua se condensa y sale, principalmente en la troposfera, la capa más baja de la atmósfera. El dióxido de carbono (CO2) y el metano, al estar bien mezclado en la atmósfera, tienden a elevarse por encima del vapor de agua. La absorción y emisión de ambos compuestos contribuyen a la emisión de la Tierra al espacio y, por tanto, al efecto invernadero planetario. Este forzamiento de efecto invernadero es directamente observable, a través de distintas características espectrales frente al vapor de agua, y se observa que aumenta con el aumento del nivel de CO2. Por el contrario, la adición de vapor de agua a grandes altitudes tiene un impacto desproporcionado, por lo que el tráfico de aviones tiene un efecto de calentamiento desproporcionadamente alto. La oxidación del metano es también una fuente importante de vapor de agua en la estratosfera, y agrega aproximadamente un 15 % al efecto de calentamiento global del metano.
En ausencia de otros gases de efecto invernadero, el vapor de agua de la Tierra se condensaría en la superficie; esto probablemente haya sucedido, posiblemente más de una vez. Por tanto, los científicos distinguen entre gases de efecto invernadero no condensables (impulsores) y condensables (impulsados), es decir, la retroalimentación de vapor de agua anterior.
La niebla y las nubes se forman a través de la condensación alrededor de los núcleos de condensación de las nubes. En ausencia de núcleos, la condensación solo se producirá a temperaturas mucho más bajas. En condiciones de condensación o deposición persistentes, se forman gotas de nubes o copos de nieve, que se precipitan cuando alcanzan una masa crítica.
La concentración atmosférica de vapor de agua varía mucho entre ubicaciones y horas, desde 10 ppmv en el aire más frío hasta 5 % (50 000 ppmv) en el aire tropical húmedo, y se puede medir con una combinación de observaciones terrestres, globos meteorológicos y satélites. El contenido de agua de la atmósfera en su conjunto se agota constantemente por la precipitación. Al mismo tiempo, se repone constantemente por evaporación, principalmente de océanos, lagos, ríos y tierra húmeda. Otras fuentes de agua atmosférica incluyen la combustión, la respiración, las erupciones volcánicas, la transpiración de las plantas y varios otros procesos biológicos y geológicos. En un momento dado hay alrededor de 1,29 x 1016 litros de agua en la atmósfera. La atmósfera contiene 1 parte en 2500 del agua dulce y 1 parte en 100 000 del agua total de la Tierra. El contenido global medio de vapor de agua en la atmósfera es aproximadamente suficiente para cubrir la superficie del planeta con una capa de agua líquida de unos 25 mm de profundidad. La precipitación media anual para el planeta es de aproximadamente 1 metro, una comparación que implica una rápida renovación del agua en el aire; en promedio, el tiempo de residencia de una molécula de agua en la troposfera es de aproximadamente 9 a 10 días.
El vapor de agua medio global es aproximadamente el 0,25 % de la atmósfera en masa y también varía estacionalmente, en términos de contribución a la presión atmosférica entre 2,62 hPa en julio y 2,33 hPa en diciembre. IPCC AR6 expresa una confianza media en el aumento del vapor de agua total en alrededor del 1-2 % por década; se espera que aumente en alrededor de un 7 % por °C de calentamiento.
Los episodios de actividad geotérmica de superficie, como las erupciones volcánicas y los géiseres, liberan cantidades variables de vapor de agua a la atmósfera. Tales erupciones pueden ser grandes en términos humanos, y las grandes erupciones explosivas pueden inyectar masas excepcionalmente grandes de agua excepcionalmente altas en la atmósfera, pero como porcentaje del agua atmosférica total, el papel de tales procesos es trivial. Las concentraciones relativas de los diversos gases emitidos por los volcanes varían considerablemente según el sitio y según el evento particular en cualquier sitio. Sin embargo, el vapor de agua es constantemente el gas volcánico más común; por regla general, comprende más del 60 % de las emisiones totales durante una erupción subaérea.
El contenido de vapor de agua atmosférico se expresa utilizando varias medidas. Estos incluyen presión de vapor, humedad específica, proporción de mezcla, temperatura del punto de rocío y humedad relativa.